# Гов'ядовська Надія Олександрівна
Гов'ядовська Надія Олександрівна (* 15 березня 1893, Київ — 5 квітня 1971, Київ) — українська педагог-методист, заслужена вчителька УРСР.

## З життєпису
З 1912 року вчителювала у Київській губернії. При школі в аматорському театрі виступала з учнями в виставах, писав згодом Олексій Опанасюк.

Буквар 1968 року

В 1940—1959 роках працювала інспектором-методистом міністерства освіти УРСР.
1941 — заслужена вчителька УРСР.
Є авторкою букваря й читанки для першого класу шкіл в УРСР, підручники витримали 11 перевидань — з 1955 по 1971 рік. Нагороджена орденом Леніна.

## Витоки
- Прес-центр
- УРЕ [Архівовано 5 березня 2016 у Wayback Machine.]
- Зникали у відомому напрямку